# 박종우 (조선)
박종우(朴從愚, 1405년 ~ 1464년)는 조선 초기의 문신이자 외척, 공신으로, 본관은 운봉(雲峰)이다. 조선 태종의 의빈 권씨 소생 서녀 정혜옹주의 부마로, 운성군에 봉작되었다. 1453년(단종 원년) 계유정난에 참여한 공로로 정난공신 1등에 책록되고 부원군으로 진봉하였다. 정혜옹주가 먼저 죽자 결성장씨와 재혼하였다. 그는 당대 조선의 큰 부자의 한 사람으로도 유명하였다. 시호는 성렬(成烈)이다. 한성 출신.

## 생애
할아버지는 박지의(朴之誼)이고, 아버지는 찬성을 지낸 박신(朴信)이고 어머니는 조씨(趙氏)로, 그는 둘째 아들이었다. 아버지 박신은 포은 정몽주의 문하생이었으나 조선 건국에 참여하여 이조판서와 찬성을 역임했고 4대를 섬겼다. 태종 대에는 간관과 대사헌으로 재직했으며 형률적용 문제의 잘못으로 한때 면직되었지만 복직했다. 이후 세종 때에 이조판서를 지냈으나 선공감제조 재직 시 부하 관료의 부패사건에 인책되어 13년간 유배생활을 하였다. 그의 고조부 박중화(朴仲華)는 신라 박혁거세의 40대손으로, 운봉 박씨의 시조가 된다.
그는 집안이 대대로 부유한 것으로 유명하였다. 1419년(세종 1년) 1월 태종의 서녀로, 정의궁주(貞懿宮主, 훗날의 의빈 권씨) 소생 딸인 정혜옹주와 혼인하여 부마가 되고 운성군(雲城君)에 봉작되었다. 1420년(게종 2년) 자헌대부에 임명되었다.
1423년(세종 5년) 4월 명나라에 파견되는 사은사신의 정사로 임명되어 연경을 다녀왔고, 그해 8월에 귀국했다. 귀국 후 정헌대부 삼군장수에 임명되었다. 1426년(세종 8) 2월 선위사(宣慰使)로 황주(黃州)에 파견되었으며 12월 다시 명나라에 파견되는 사은사 겸 진하사(謝恩使兼進賀使)로 임명되어 연경을 방문했다가 1427년(세종 9) 3월 말 다시 귀국하였다. 이후 호조판서, 중추원지사 등을 역임했다.
1444년(세종 26) 7월 광덕대부(光德大夫)에 임명되고 호조 판사(判事)를 겸직하였다. 1445년(세종 27) 3월 부친상을 당하여 경기도 통진(通津)으로 물러났다가 왕명으로 기복(起復)의 명을 받고 함길도 도절제사(咸吉道都節制使)로 부임하였다. 1447년(세종 29년) 3월 이조판서가 되었다가 같은 해 6월 의정부 좌찬성으로 승진하여 좌찬성과 이조 판사를 겸하였다. 1449년(세종 31) 8월 함길도 도체찰사(咸吉道都體察使)가 되어 변경의 방비를 계칙(戒飭)하기에 힘썼다.
1450년(세종 32년) 2월 의정부 좌찬성이 되고 그해 7월 성록대부(成祿大夫)가 되었다. 1451년(문종 1) 1월 운성위(雲城尉)로 개봉되었다가 그해 8월 의금부제조를 겸직하였다. 1453년(단종 원년) 의금부 제조 운성위로 재직 중 한명회, 정인지 수양대군 유의 계유정난에 가담, 그해 3월 김종서, 황보인, 안평대군 일파를 숙청한 뒤 추충위사협찬정난공신 1등에 책록되고 운성부원군으로 진봉되었다. 당대에도 그는 세조비 정희왕후의 남동생 윤사균, 성종비 정현왕후의 남동생 윤사로, 학역재 정인지 등과 더불어 당대 한양의 4대 부자(四富)로 유명하였다. 1455년(세조 1년) 평안도도체찰사로 발령되었다가 곧 정1품 수록대부로 승진했다.

### 사후
사후 묘소는 경기도 장단군 남면 반정리(현, 연천군 장남면 반정리 산 55번지) 산 북동쪽에 정혜옹주와 함께 안장되었다. 후대에 그의 묘소 아래에 민통선 내 주한미군사격장이 조성되었다. 그의 묘소 아래에는 후처 결성장씨의 묘소가 바로 아래에 조성되었고, 그 아래에는 비석이 없는 묘 1기가 소재해 있다. 묘비는 1476년(성종 6년) 3월 어모장군 박계손이 세웠다. 그의 묘소 서북쪽에는 장모 의빈권씨의 묘소가 소재해 있다.
충청북도 중원군 신니면 마수리 성렬사(成烈祠)에 제향되었다.

## 가족 관계
- 할아버지 : 박지의(朴之誼)
- 할머니 : 주씨(周氏), 주사옹(周思雍)의 딸
- 아버지 : 박신(朴信, 1362년 ~ 1444년)
- 어머니 : 조씨(趙氏)
  - 형 : 박종지
  - 동생 : 박종귀
- 부인 : 정혜옹주, 조선 태종의 서녀
- 부인 : 결성장씨, 후처

## 같이 보기
- 운성부원군 묘 - 연천군 향토문화재 제4호
- 계유정난
- 정난공신
- 수양대군
- 한명회
- 신숙주
- 홍윤성
- 홍달손